# Barriare
Barriare (ou Bariare, Bariyaere) est une localité du Cameroun située dans l'arrondissement de Bogo, le département du Diamaré et la région de l’Extrême-Nord. 

## Population
En 1975, la localité comptait 30 habitants, des Massa.
Lors du recensement de 2005, on y a dénombré 202 personnes.